# Seymeria coahuilana
Seymeria coahuilana là loài thực vật có hoa thuộc họ Cỏ chổi. Loài này được (Pennell) Standl. miêu tả khoa học đầu tiên năm 1936.